# Тармал-Саз
Тармал-Саз (кирг. Тармал-Саз) — село в Кочкорском районе Нарынской области Кыргызстана. Входит в состав Чолпонского айылного аймака.

## География
Село расположено в северо-восточной части области, на правом берегу реки Кочкор, на расстоянии приблизительно 18 километров (по прямой) к западу от села Кочкорки, административного центра района.

## Население
Согласно оценочным данным Национального статистического комитета Кыргызской Республики, численность населения села на начало 2023 года составляла 150 человек.
| год     | 2020 | 2021 | 2023 |
| ------- | ---- | ---- | ---- |
| человек | 128  | 134  | 150  |